# 岳南富士岡站
岳南富士岡站（日语：／ Gakunanfujioka eki */?）是位於靜岡縣富士市富士岡538番1號，岳南電車的岳南線車站。車站編號為GD07。

## 歷史
- 1951年（昭和26年）12月20日 - 岳南鐵道（日语：岳南鉄道）車站啟用。
- 2013年（平成25年）4月1日 - 隨著經營業務轉移，成為岳南電車車站[1]。

## 車站構造

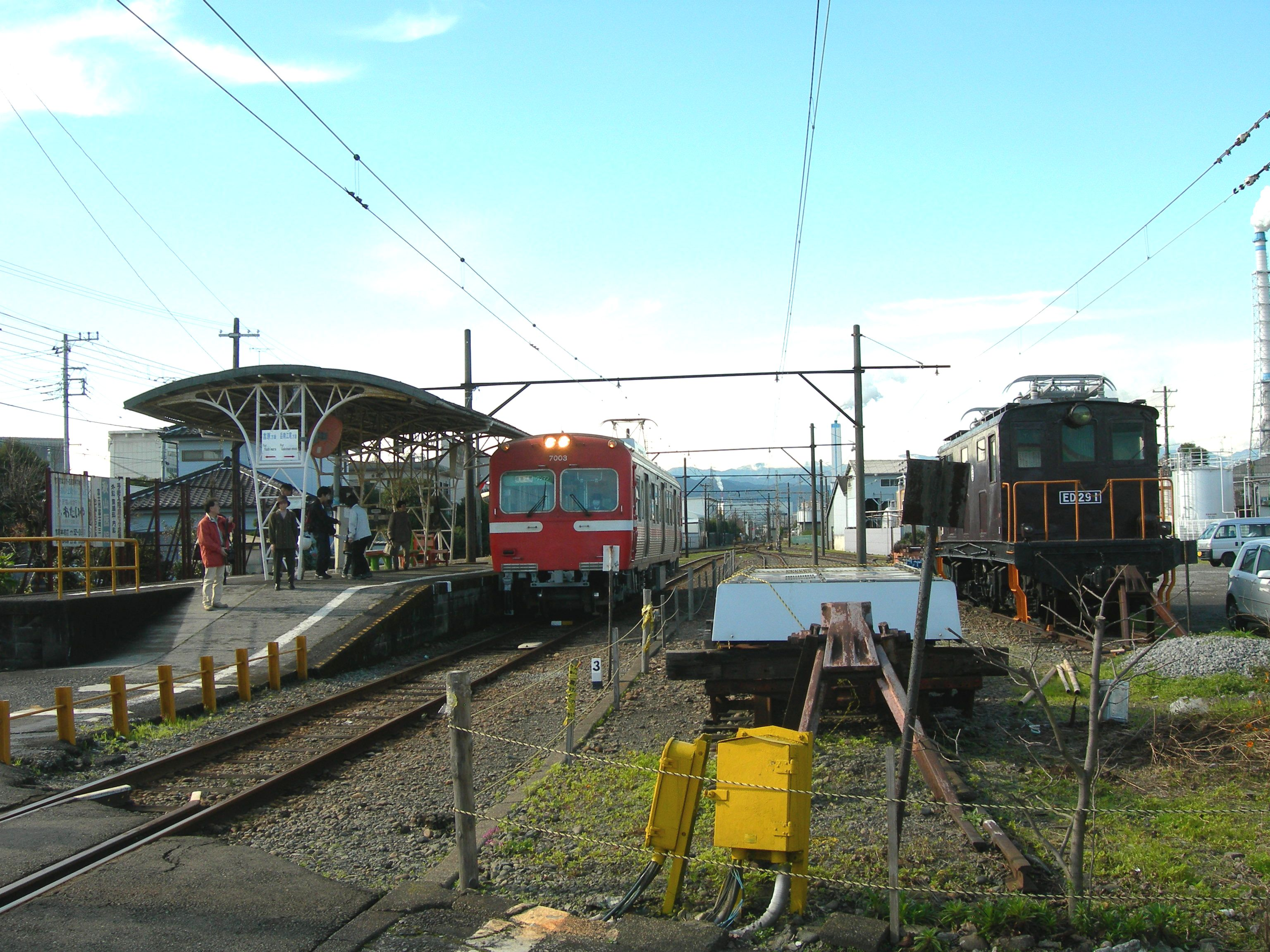
車站月台（2009年12月12日）

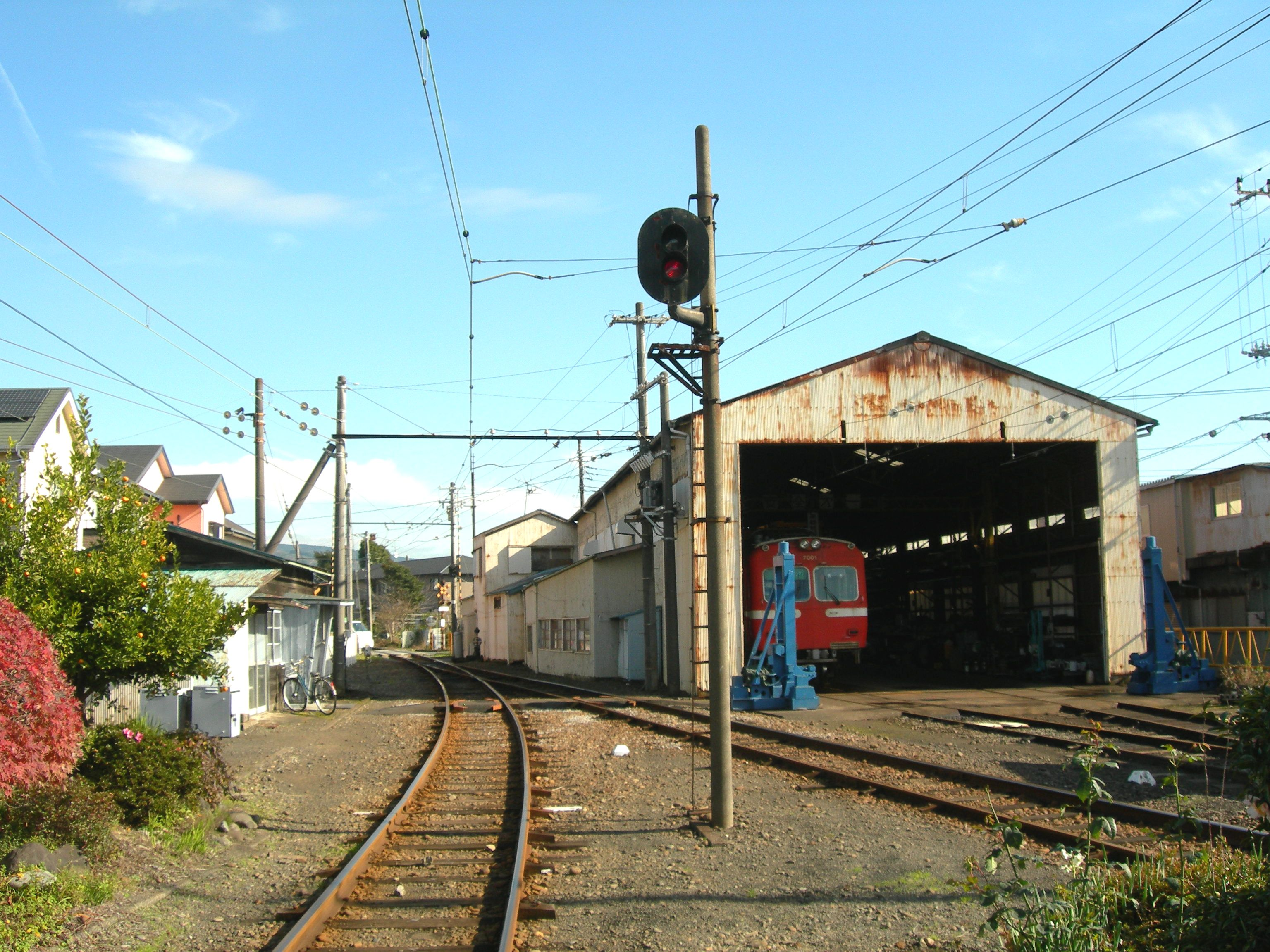
檢修設備（右邊）（2009年12月12日）

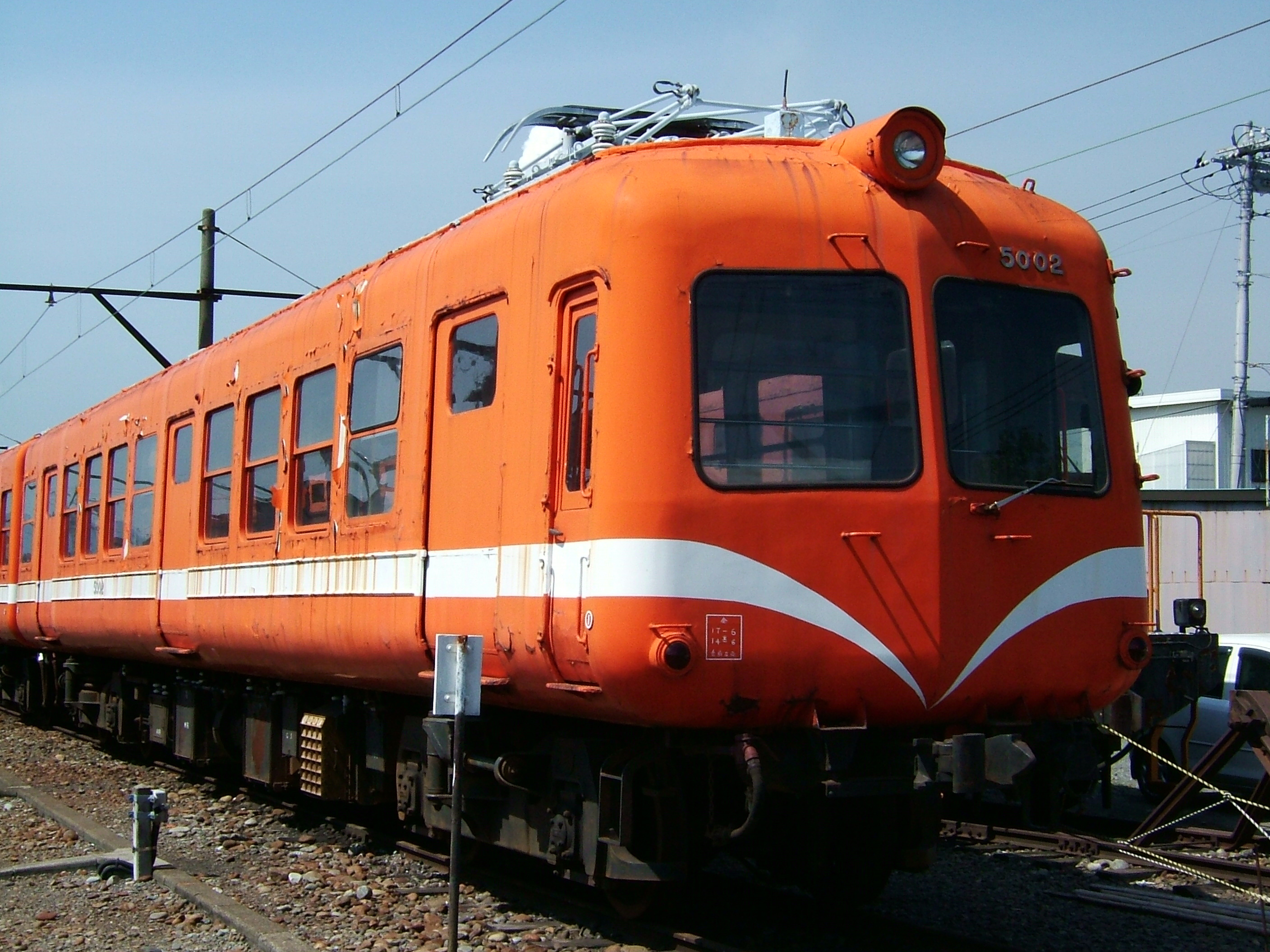
站內停泊中的5000系電動列車（2004年9月16日）

此站是地面車站，設有1面2線的島式月台，可進行列車交會。此站較多高校生使用，於通勤上學時段設有職員當值，櫃臺營業時間為平日7:00〜9:20，假日休息。
站內設有檢修設備和側線，曾經設有車輛停泊此站。在此站曾經設有連接東海電化工業富士工場 (ADEKA)專用線，現時已經撤走。另外站內也會起卸廣榮化學工業富士工場（朝日化學工業）的貨物，現時也已經停止運作。
站內曾經停泊了5000系（前・東急5000系電動列車），於2008年（平成20年）7月拆毀。

### 月台
| 月台                 | 路線    | 上下行 | 方向         |
| -------------------- | ------- | ------ | ------------ |
| 北側（靠近車站大樓） | ■岳南線 | 下行   | 岳南江尾方向 |
| 南邊                 | ■岳南線 | 上行   | 吉原方向     |

## 使用狀況
根據「靜岡縣統計年鑑」，以下為1日平均上下車人次列表。
| 年度     | 一日平均 上下車人次 | 乘車人次 | 下車人次 |
| -------- | ------------------- | -------- | -------- |
| 2001年度 | 318人               | 145人    | 173人    |
| 2002年度 | 275人               | 123人    | 152人    |
| 2003年度 | 260人               | 117人    | 143人    |
| 2004年度 | 254人               | 115人    | 139人    |
| 2007年度 | 240人               | 114人    | 126人    |

## 在1985年時常備貨車
- 由東海電化工業（日语：東海電化工業）擁有
  - TaMu8000形（日语：国鉄タム8000形貨車）（過氧化氫專用）1輛
  - TaSe5600形（日语：国鉄タサ5600形貨車）（過氧化氫專用）10輛
  - TaKi1150形（日语：国鉄タキ1150形貨車）（過氧化氫專用）8輛
  - TaKi22800形（日语：国鉄タキ22800形貨車）（過氧化氫專用）1輛
- 由日本陸運產業（日语：日本陸運産業）擁有
  - {{Translink|ja|国鉄タキ9900形貨車|日本國鐵TaKi9900形貨車|TaKi9900形]]（汽油專用）1輛
  - {{Translink|ja|国鉄タキ35000形貨車|日本國鐵TaKi35000形貨車|TaKi35000形]]（汽油專用）2輛
  - {{Translink|ja|国鉄タキ18600形貨車|日本國鐵TaKi18600形貨車|TaKi18600形]]（液化氨專用）4輛

參考

## 車站周邊
- 富士市政廳（日语：富士市役所）吉永城市規劃中心
- 富士市立東圖書館（日语：富士市立図書館#東図書館）
- 富士市立吉永第一小學（日语：富士市立吉永第一小学校）
- 富士市立吉原東中學（日语：富士市立吉原東中学校）
- 富士市立高等學校（日语：富士市立高等学校）
- 湧水公園

車站附近平交道的警示機與岳南江尾站一樣是電鈴式。

## 相鄰車站
岳南電車
■岳南線
比奈（GD06）－岳南富士岡（GD07）－須津（GD08）

## 注腳
1. ↑  . 日本經濟新聞. 2013-01-25  [2013-01-27]. （原始内容存档于2021-02-14） （日语）.
2. ↑  「昭和60年版私有貨車番号表」Neko出版，2004年

## 外部連結
- GD7 岳南富士岡站 （页面存档备份，存于）（日語） - 岳南電車株式會社